# Seito Yamamoto
Seito Yamamoto (jap. 山本聖途 Yamamoto Seito; ur. 11 marca 1992 w Okazaki) – japoński lekkoatleta specjalizujący się w skoku o tyczce.
Podczas igrzysk olimpijskich w Londynie (2012) nie zaliczył żadnej wysokości w eliminacjach i nie został sklasyfikowany. W 2013 zdobył srebro uniwersjady oraz zajął 6. miejsce na mistrzostwach świata. Srebrny medalista mistrzostw Azji w Wuhanie (2015). W 2016 zdobył srebro halowego czempionatu Azji w Doha. W kolejnym sezonie na eliminacjach zakończył udział podczas rozgrywanych w Londynie mistrzostwach świata. Złoty medalista igrzysk azjatyckich w Dżakarcie (2018).
Złoty medalista mistrzostw Japonii.
Rekordy życiowe: stadion – 5,75 (23 czerwca 2013, Hiratsuka i 12 sierpnia 2013, Moskwa), hala – 5,77 (15 stycznia 2016, Reno). Rezultat z Reno jest aktualnym halowym rekordem Japonii.

## Osiągnięcia
| Rok  | Impreza                   | Miejsce        | Lokata            | Wynik |
| ---- | ------------------------- | -------------- | ----------------- | ----- |
| 2012 | Igrzyska olimpijskie      | Londyn         | el. –             | NH    |
| 2013 | Uniwersjada               | Kazań          | 2. miejsce        | 5,60  |
| 2013 | Mistrzostwa świata        | Moskwa         | 6. miejsce        | 5,75  |
| 2013 | Igrzyska Azji Wschodniej  | Tiencin        | 1. miejsce        | 5,50  |
| 2015 | Mistrzostwa Azji          | Wuhan          | 2. miejsce        | 5,50  |
| 2015 | Mistrzostwa świata        | Pekin          | el. – 23. miejsce | 5,65  |
| 2016 | Halowe mistrzostwa Azji   | Doha           | 2. miejsce        | 5,60  |
| 2016 | Halowe mistrzostwa świata | Portland       | 10. miejsce       | 5,55  |
| 2016 | Igrzyska olimpijskie      | Rio de Janeiro | el. –             | NH    |
| 2017 | Mistrzostwa świata        | Londyn         | el. – 26. miejsce | 5,30  |
| 2018 | Igrzyska azjatyckie       | Dżakarta       | 1. miejsce        | 5,70  |
| 2019 | Mistrzostwa Azji          | Doha           | 7. miejsce        | 5,51  |
| 2019 | Mistrzostwa świata        | Doha           | el. – 20. miejsce | 5,60  |
| 2022 | Mistrzostwa świata        | Eugene         | el. – 15. miejsce | 5,65  |